# Vanilla (雑誌)
『Vanilla』（ヴァニラ）は、講談社が発行していた日本の女性向け月刊漫画雑誌。発売日は刊行月の前月19日。
2002年3月19日に創刊。創刊号は同年4月号。「オンナの勝負コミック」をキャッチフレーズに、恋や仕事をテーマにした若い女性向け作品などを掲載。2003年1月18日発売の同年2月号を最後に休刊となった。

## 掲載していた主な作品
- アナログ・クイーン（高瀬志帆）
- Walkin' Butterfly（たまきちひろ）
- 女のたましい（広田奈都美）
- カブキなさい（吉田まゆみ）
- ガチン娘ッ!（環ちひろ）
- GIFT（秋元尚美）
- シトラス学園（山本ルンルン）
- チキチキGO!（河田エリコ）
- Beautiful Sunset（コダマユキ）
- 蜜柑（小栗左多里）
- メアリー先生（浪川基予子）
- レア者（中村真理子）
- レイン・ドロップス（志村志保子）
- ワッショイバレエ団-舞踏派2002-（村上ジュンコ）

## Vanilla登竜門
創刊前から設けられた賞。新人を対象に公募。第2回プレVanilla登竜門では、コダマユキが最高位の金の獅子賞を受賞した。